# أدميت
أدميت (بالعبرية: אֲדָמִית) هي مُستوطنة زراعيَّة إسرائيليَّة تقع شمال فلسطين المُحتلَّة غربيّ الجليل قُرب الحُدُود اللُبنانيَّة، وتتبع إداريًّا «المجلس الإقليمي لمطه أشر». وصل عدد سُكَّانها سنة 2021م إلى مائتين وخمسةٍ وستين نسمة.

## التاريخ
تأسست هذه المُستوطنة خلال شهر آب (أغسطس) 1958م على يد بعض أعضاء مُنظمة الحرس الفتيان الصهيونيَّة (بالعبرية: הַשׁוֹמֵר הַצָעִיר)، وزعموا أنَّ الاسم نسبةً لبلدةٍ قامت في المنطقة ذاتها خلال فترة الهيكل الآخر، زاعمين أنَّهم وجدوا آثارها. ولكن كانت هُناك قرية تُسمى «إِدمث»، ترتفع 475 مترًا عن سطح البحر، وصفها محسن الأمين العاملي في كتابه «خطط جبل عامل» بأنها «قريةٌ من قرى الشعب بين علما وطيرين»، وهي إحدى مجمعات ثلاثة لأفراد عرب العراشمة. قامت المُستوطنة على أراضٍ تبعت قرية خربة عربين التي هُجِّر أهلها بُعيد حرب النكبة سنة 1948م. هجرها المُستوطنون سنة 1967م خلال حرب النكسة، ولم يبقَ فيها سوى بعض المُقاتلين من قُوَّات النحال، ثُمَّ أُعيد استيطانها سنة 1971م من طرف مُهاجرين يهود وافدين من إنگلترة والولايات المُتحدة وكندا، بعد أن دُرِّبوا على الزراعة في مُستوطنة مشمار هعيمق. وُضعت المُستوطنة تحت الإدارة الحُكُوميَّة المُباشرة خلال ثمانينيَّات القرن العشرين نتيجة مُعاناتها من صُعُوباتٍ اقتصاديَّة، وفي التسعينيَّات أُضيف إليها حيٌّ سكنيّ يقع جوار التلال، سُمح فيه لأي مُستوطن حديث أن يبني داره بنفسه، في مُحاولةٍ لاستقطاب مزيدٍ من السُكَّان.
هاجم حزب الله هذه المُستوطنة خلال المُناوشات التي وقعت بينه وبين قُوَّات الاحتلال الإسرائيلي سنة 2023م ضمن توابع عمليَّة طوفان الأقصى، فأُخليت من المُستوطنين. وكان من أبرز الذين قُتلوا في هذه المُناوشة المُقدَّم الدُرزي عليم عبد الله.

## التضاريس والمُتساقطات
تقع المُستوطنة على تلٍّ كاشف، يُقدِّم للناظر رؤية شاملة لبلاد الجليل، ويحدُّها وادي كركرة. تتلقَّى المنطقة سبعُمائة وخمسون ملِّيمترًا من الأمطار في السنة، وهي نسبةٌ مُرتفعة مُقارنة بسائر فلسطين.

## الاقتصاد
تعتمد المُستوطنة على تربية الدجاج وزراعة الكُرُوم، وبها مصنعٌ للمعادن. كما يُؤجِّر المُستوطنين أكواخًا للسُيَّاح الراغبين بالابتعاد عن ضوضاء المدينة وصخبها.